# Consejo Nacional de Desarrollo Territorial

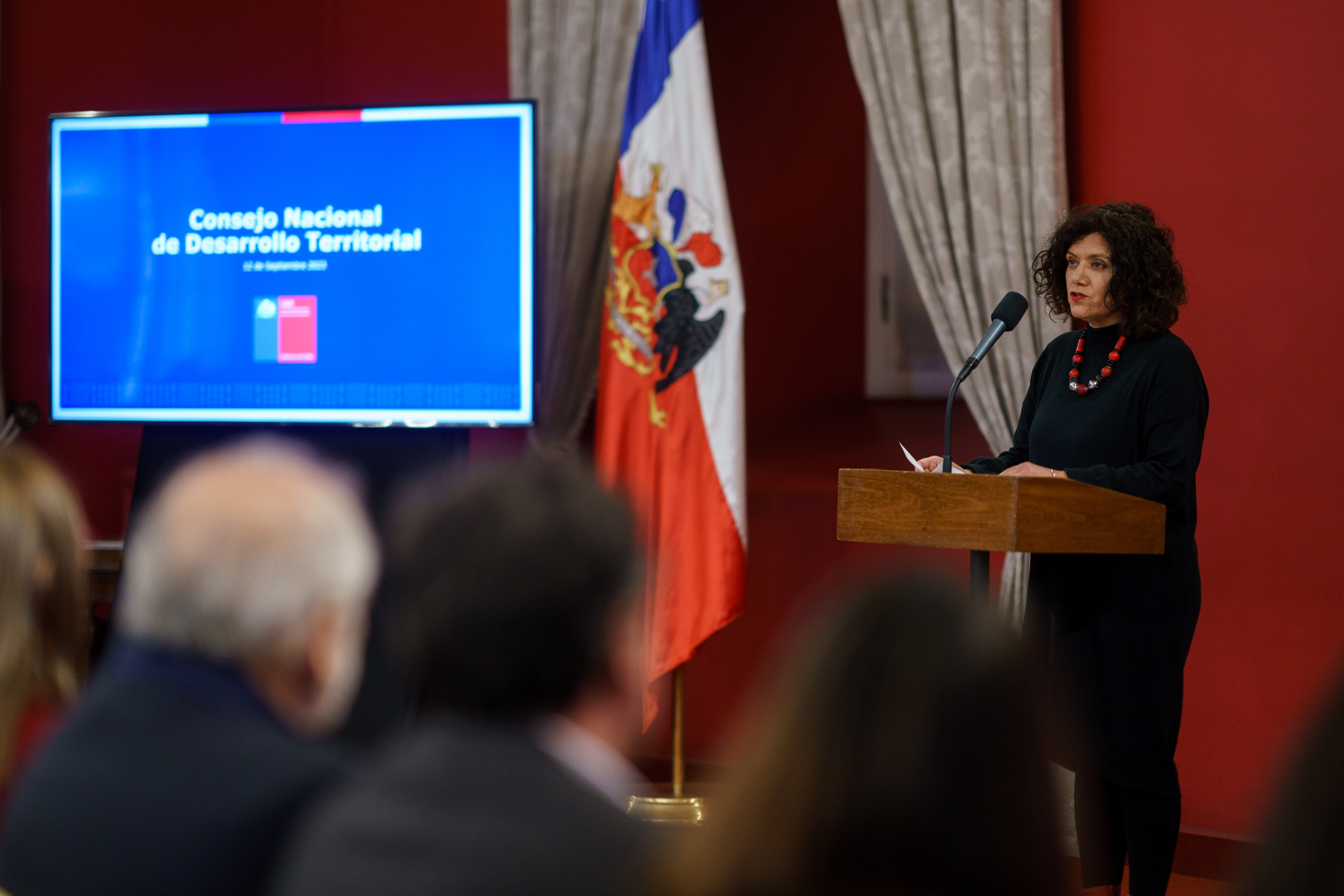
Pdta CNDT, Paola JIrón, en la constitución del Consejo.

El Consejo Nacional de Desarrollo Territorial es un organismo público chileno, que tiene como función asesorar al Presidente de la República para la implementación de la Política Nacional de Desarrollo Urbano, la Política Nacional de Desarrollo Rural y la Política Nacional de Ordenamiento Territorial. Cuenta con 49 integrantes representantes del sector público, organizaciones de sociedad civil, academia y gremios. 

Fue constituido el 12 de septiembre del 2023 por el presidente de la República de Chile, Gabriel Boric Font, quien designó como presidenta del CNDT a la académica de la Facultad de Arquitectura y Urbanismo (FAU) de la Universidad de Chile y doctora en Planificación Urbana y Regional de la London School of Economics and Political Science, Paola Jirón Martínez. 
"Cuando hablamos de planificación, cuando hablamos de la necesidad de tener un desarrollo territorial que sea coherente, estamos pensando no en abstracciones, estamos pensando en la seguridad y en la vida de nuestros ciudadanos",Presidente de la República, Gabriel Boric Font.

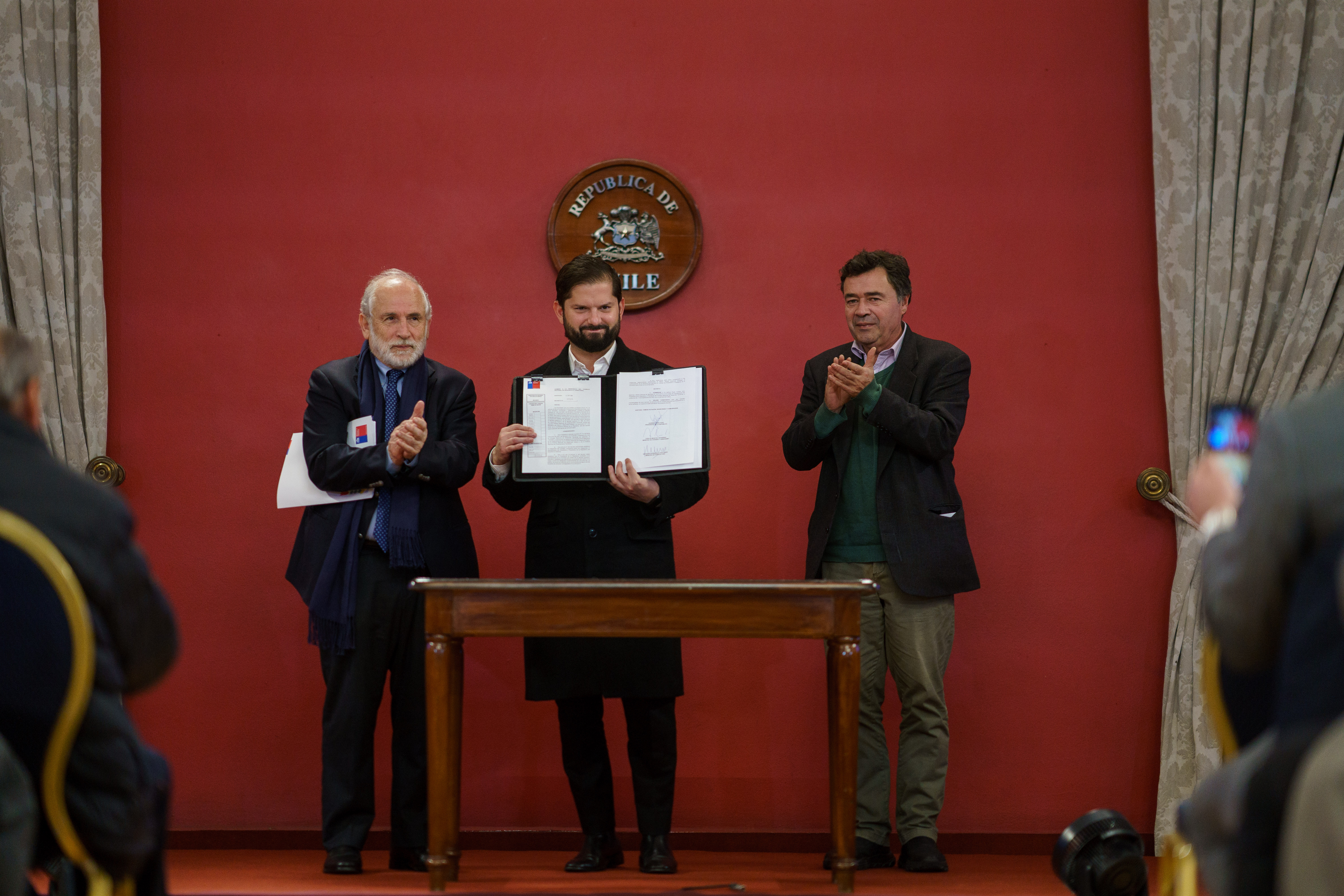
Presidente Gabriel Boric firma constitución del CNDT

"Sabemos que este es un gran desafío, ya que implica modificar formas tradicionales de operar, pero, en conjunto con los y las consejeros/as y las iniciativas que realizaremos con amplia participación y reconocimiento de los múltiples conocimientos que tenemos en el país; y, así también, de los funcionarios públicos a nivel nacional, de diversos sectores de la sociedad, y de los habitantes mismos, con quienes buscaremos formas diversas de conocer sus experiencias y saberes del habitar cotidiano, lo podremos concretar", presidenta del CNDT, Paola Jirón.

El Consejo Nacional de Desarrollo Territorial (CNDT) fusionó el ex Consejo Nacional de Desarrollo Urbano (CNDU) y el Consejo Nacional de Desarrollo Rural (CNDR), heredando toda sus experiencias, y para, entre otras cosas, incorporar miradas integrales a la planificación territorial, superando el binarismo urbano-rural.

## Rol del consejo
En las últimas décadas, Chile ha dado pasos sustanciales hacia la construcción de un enfoque intersectorial que, bajo las lógicas de la sustentabilidad, integra las dimensiones sociales, económicas y ambientales al desarrollo territorial en sus distintos niveles; considerando la complejidad y el dinamismo y la interdependencia entre los territorios urbanos y rurales y sus habitantes.

Por lo mismo, el 2023 el Gobierno de Chile dio un nuevo paso en dicha dirección creando el Consejo Nacional de Desarrollo Territorial (CNDT), fusionando el Consejo Nacional de Desarrollo Urbano (CNDU) (creado el 2014) y el Consejo Nacional del Desarrollo Rural (CNDR) (creado el 2020), manteniendo su rol de asesor presidencial para la implementación de la Política Nacional de Desarrollo Urbano (PNDU), la Política Nacional de Desarrollo Rural (PNDR) y de la Política Nacional de Ordenamiento Territorial (PNOT).
“Los complejos fenómenos que estamos viviendo ya no pueden ser abordados desde un solo sector, una sola política pública o enfoques disciplinarios aislados. En la actualidad, miradas intersectoriales e interdisciplinarias constituyen las estrategias de trabajo más aceptadas y en proceso de desarrollo. Se crea un nuevo consejo que hereda toda la experiencia y dará continuidad al trabajo de los ex consejos nacionales de desarrollo urbano y rural, pero que además refuerza su compromiso con la ciudadanía, abriendo más espacios a las organizaciones de la sociedad civil y universidades, para disponer de una composición más democrática”, presidenta del CNDT, Paola Jirón.
De esta forma, se asumió el desafío de avanzar hacia una planificación territorial que deje atrás la tradicional visión dicotómica urbano-rural, que reconozca la diversidad geográfica de los asentamientos humanos y de los sistemas naturales en los cuales éstos se desarrollan, junto con dar continuidad al trabajo desarrollado por los ex CNDU y CNDR.
Para el cumplimiento de su función asesora, el Consejo realiza las siguientes tareas:
- Estudiar las políticas sectoriales en aquellas materias que tengan incidencia en el desarrollo de las ciudades, los centros poblados y el territorio, efectuando las proposiciones pertinentes en concordancia con los principios de las PNOT, PNDU y PNDR.
- Estudiar la legislación nacional vigente aplicable al desarrollo urbano, rural y territorial y proponer al Presidente o Presidenta de la República las reformas y perfeccionamientos que sean pertinentes, tanto en el ámbito institucional como legal y funcional.
- Proponer mecanismos que permitan levantar y visibilizar información sobre las principales necesidades, brechas y desafíos de los territorios urbanos y rurales de las regiones del país, velando por el intercambio de información, su consistencia y su vinculación con los objetivos de las PNOT, PNDU y PNDR.
- Participar como asesor en las instancias relacionadas con la implementación, seguimiento y actualización de las PNOT, PNDU y PNDR persiguiendo que su diseño, ejecución y evaluación considere las diversidades y particularidades regionales.

En el cumplimiento de estas labores el CNDT podrá invitar a sus sesiones, comisiones o grupos de trabajo a representantes de otros ministerios y servicios, así como a representantes del sector privado, académicos o especialistas, tanto chilenos como extranjeros, relacionados con los temas de trabajo y discusión que se traten. Particularmente, podrá incluir a representantes de órganos del sector público y a los y las integrantes de las comisiones del Senado y de la Cámara de Diputados.
El Consejo reúne a diferentes actores relevantes para fomentar la discusión en temas territoriales, generando oportunidades de diálogo de saberes y conocimientos, en un constante ejercicio de deliberación e investigación. Para dichos efectos, invitamos a las instituciones interesadas a tomar contacto con la Secretaría Ejecutiva del CNDT para sumar sus miradas o desarrollar un trabajo conjunto, y así generar sinergias con nuestros objetivos institucionales.

## Consejeros/as
En la actualidad el Consejo Nacional de Desarrollo Territorial está integrado por 40 consejeros y consejeras, representantes de diversos sectores y tiene un índice de género de 50% mujeres y 50% hombres. Una vez realizados los procesos eleccionarios de más representantes de universidades del país y de la sociedad civil, se llegará a 49 consejeros y consejeras, tal como lo indica el decreto que creó el CNDT.
- Presidente/a del CNDT
- Ministro/a de Economía, Fomento y Turismo.
- Ministro/a de Desarrollo Social y Familia.
- Ministro/a de Obras Públicas.
- Ministro/a de Vivienda y Urbanismo.
- Ministro/a de Agricultura.
- Ministro/a de Minería.
- Ministro/a de Transporte y Telecomunicaciones.
- Ministro/a de Bienes Nacionales.
- Ministro/a de Energía.
- Ministro/a de Medioambiente.
- Subsecretario de Desarrollo Regional y Administrativo del Ministerio del Interior y Seguridad Pública.
- Presidente/a de la Asociación Nacional de Gobernadores y Gobernadoras Regionales de Chile (AGORECHI).
- Presidente/a de la Asociación Nacional de Consejeros Regionales (ANCORE).
- Presidente/a de la Asociación Chilena de Municipalidades (ACHM).
- Presidente/a de la Asociación de Municipios Rurales (AMUR).
- Presidente/a del Colegio de Arquitectos de Chile.
- Presidente/a del Colegio de Antropólogas y Antropólogos de Chile.
- Presidente de la Sociedad Chilena de Ciencias Geográficas.
- Presidente de la Sociedad Chilena de Ingeniería de Transporte.
- Seis representantes de facultades de universidades estatales creadas por ley, no estatales, pertenecientes al Consejo de Rectores o privadas reconocidas por el Estado designados previa elección.
- Seis representantes de organizaciones ciudadanas designados previa elección.
- Dos exministros/as de Estado designados por el presidente o Presidenta de la República.
- Expresidente del Consejo Nacional de Desarrollo Territorial (ex CNDU).
- Presidente/a de la Cámara Chilena de la Construcción.
- Presidente/a de la Asociación de Oficinas de Arquitectos de Chile.
- Presidente/a de la Asociación de Desarrolladores Inmobiliarios.
- Presidente/a de la Corporación para el Desarrollo de Políticas de Infraestructura.
- Presidente/a de la Federación de Empresas de Turismo de Chile.
- Presidente/a Ejecutivo de la Asociación de Generadoras de Chile.
- Presidente/a Ejecutiva de la Asociación Nacional de Empresas de Servicios Sanitarios.
- El/la representante de una de las organizaciones que agrupan a pequeños productores agrícolas del país.
- El/la representante de una de las organizaciones ligadas al sector silvícola del país.
- Dos representantes de organizaciones medioambientales del país.
- Presidente/a de la Sociedad Nacional de Agricultura.

## Comisiones
El Consejo Nacional de Desarrollo Territorial (CNDT) cuenta las comisiones urbana y rural para abordar temáticas de mayor especificidad y dar continuidad al valioso trabajo que realizaron lo ex CNDR y CNDU en los últimos años. Estas comisiones sesionan previa citación de la Secretaría Ejecutiva y sus acuerdos son definidos por mayoría simple.
Comisión Rural
El objetivo de esta comisión es elaborar propuestas y/o sugerencias de implementación o mejoras de iniciativas público y/o privadas para hacer frente a los desafíos presentes en los territorios rurales del país. Estas propuestas que se generen en la comisión irán directo al pleno del CNDT, a fin de ser validadas en su conjunto, para luego enviarlas al presidente de la República.
La Comisión Rural está compuesta por consejeros y consejeras, representantes de las entidades que integran el CNDT, junto a otras entidades ligadas al mundo rural y especialmente con aquellas que trabajaban activamente con el ex Consejo Nacional de Desarrollo Rural.
Comisión Urbana
Integrada por consejeros(as), representantes de entidades que integran el CNDT y otras instituciones invitadas, la Comisión Urbana tiene como principal tarea la actualización de la Política Nacional de Desarrollo Urbano (PNDU) que cumplió 10 años desde su promulgación. Trabajo que se realiza en paralelo a otras acciones del Consejo como talleres en regiones y mesas con otros organismos.
Junto con analizar la PNDU, la Comisión Urbana está realizando un trabajo de taller para la revisión de nuevas temáticas que deben ser incorporadas y que han emergido como resultado colectivo de las jornadas.

## Consejos regionales
La descentralización del país es uno de los lineamientos del Consejo Nacional de Desarrollo Territorial (CNDT). En dicha labor, se constituyen los Consejos de Desarrollo Territoriales Regionales en todo Chile, posicionando a los gobiernos regionales como los principales aliados y líderes en dicha tarea, entendiendo que ellos son los conocedores de la realidad y necesidades de cada territorio.
Lo que se espera de los Consejos de Desarrollo Territoriales Regionales es que puedan:
- Asesorar a las autoridades regionales en materias de desarrollo territorial.
- Profundizar la coordinación entre los distintos actores territoriales regionales.
- Enriquecer las propuestas de política pública nacional y regional en materia territorial.
- Colaborar en la construcción de una visión de desarrollo territorial con un enfoque coherente con la Política Nacional de Desarrollo Urbano, la Rural y la de Ordenamiento Territorial.
- Proponer una mirada regional para la implementación de la Política Nacional de Desarrollo Urbano, la Rural y la de Ordenamiento Territorial.
- Establecer un puente de colaboración entre esta instancia regional y el Consejo Nacional de Desarrollo Territorial.

De esta forma se busca fomentar la discusión y la entrega de soluciones, desde una perspectiva local e incorporando a actores que disponen de mayor y mejor información de la realidad de cada lugar. 

## Grupos de trabajo
El Consejo Nacional de Desarrollo Territorial forma grupos de trabajo con el objetivo de potenciar el debate territorial, generar propuestas y velar por la implementación y actualización de la Política Nacional de Desarrollo Urbano, la Política Nacional de Desarrollo Rural y la Política Nacional de Ordenamiento Territorial. 

## Indicadores CNDT
La conformación del Consejo Nacional de Desarrollo Territorial mantuvo el mandato de la Política Nacional de Desarrollo Rural y de la Política Nacional de Desarrollo Urbano de producir y administrar sus sistema de indicadores SICVIR y SIEDU, respectivamente. Sin embargo, en el desafío de fomentar un cambio de paradigma el CNDT está trabajando en una nueva plataforma complementaria que analice el territorio de forma integral con datos, indicadores y estándares. Todos datos abiertos, públicos y oficiales del Estado de Chile.
El nuevo Sistema de Indicadores Territoriales, que nace como un mandato del CNDT y que se está desarrollando en conjunto con Odepa y el INE, tiene por objetivo medir avances en la calidad de vida y su evolución de indicadores relacionados con la Política Nacional de Ordenamiento Territorial (PNOT) y para que, además, sean de utilidad como herramientas para los futuros Planes Regionales de Ordenamiento Territorial (PROT). Con este sistema se busca integrar de forma sinérgica y eficiente los aprendizajes y la información obtenida durante los últimos años en los trabajos realizados de los indicadores rurales y Urbanos.
Sistema de Indicadores de Calidad de Vida Rural (SICVIR)
Como parte del compromiso del Estado de Chile con la implementación y seguimiento de la Política Nacional de Desarrollo Rural (PNDR), la Oficina de Estudios y Políticas Agrarias (Odepa) del Ministerio de Agricultura junto al Instituto Nacional de Estadísticas (INE) desarrollaron el Sistema de Indicadores de Calidad de Vida Rural (SICVIR), el cual tiene por objetivo proporcionar datos sobre la calidad de vida de la población en los territorios rurales de Chile, identificando brechas dentro y entre territorios, mediante variables objetivas en los 4 ámbitos de la PNDR: bienestar social, oportunidades económicas, sustentabilidad medioambiental y cultura e identidad.
Esta plataforma contiene un conjunto de indicadores con información relevante que permite medir y evaluar regularmente la calidad de vida del territorio de 263 comunas rurales y mixtas del país.
Sistema de Indicadores y Estándares de Desarrollo Urbano (SIEDU)
El SIEDU es una iniciativa que elabora el Consejo Nacional de Desarrollo Territorial (CNDT), junto al Instituto Nacional de Estadísticas (INE) y el Ministerio de Vivienda y Urbanismo (MINVU). Mide y monitorea la evolución de la calidad de vida en las ciudades chilenas, asociadas a su entorno urbano y al cumplimiento de los objetivos que mandata la Política Nacional de Desarrollo Urbano promulgada el 2014.
En la actualidad el SIEDU contiene la información de una línea de base de 93 indicadores, disponibles para la orientación de las políticas públicas y la ciudadanía en general.  Esta recolección de datos considera un análisis para 117 comunas de todo el país que tienen ciudades con más de 50 mil habitantes, representando una población urbana de 13,2 millones de personas.
Además, el ex Consejo Nacional de Desarrollo Urbano, ahora Consejo Nacional de Desarrollo Territorial, estableció estándares de calidad de vida que permiten identificar las brechas en los distintos ámbitos de análisis, por ejemplo, en materia de áreas verdes. 

## Secretaría Ejecutiva
Para su adecuado funcionamiento, el Consejo cuenta con una Secretaría Ejecutiva que tiene como objetivo prestar apoyo administrativo y técnico.
Está encargada de:
- Prestar apoyo técnico a la presidencia del consejo.
- Coordinar las reuniones del Consejo, de las Comisiones de Desarrollo Rural y Urbano o grupos de trabajo que se constituyan.
- Coordinar estudios y asesorías de apoyo contratadas para estos fines.
- Apoyar la generación de información para el seguimiento y evaluación de políticas territoriales.
- Coordinar las sesiones plenarias del consejo, levantar actas ejecutivas de cada sesión y realizar una cuenta pública anual que resuma las actividades desarrolladas por el Consejo durante el año calendario anterior.
- Dar cuenta de los resultados de los procesos eleccionarios de consejeros o consejeras representantes de organizaciones ciudadanas, academia y otros.
- Calificar los incumplimientos graves de los y las integrantes del Consejo, con excepción de las autoridades.
- Coordinar la implementación de foros e instancias de debate ciudadano en distintas ciudades del país.
- Mantener vigente los canales de comunicación de la entidad con la finalidad de informar a la ciudadanía sobre materias asociadas al desarrollo territorial, avances de reformas, actividades del consejo y foros para canalizar aportes e ideas.